# Le Sable du sablier
Le Sable du sablier est un cycle de mélodies de la compositrice française Claude Arrieu, écrit en 1958.

## Contexte et création
Claude Arrieu écrit Le Sable du sablier en 1958 sur des poèmes de Louise de Vilmorin extrait de son recueil homonyme. Le cycle est publié en 1959 chez Amphion.

## Structure
Le cycle se compose de cinq mélodies :
1. Fête
2. Adieux
3. Le Géranium
4. La Fête publique
5. Oh ! mes amours